# Folk the World Tour
Folk the World Tour är Flight of the Conchords debutalbum som släpptes 2002. Albumet spelades in live på "The Classic" i Auckland i maj 2002 och på "The Bats Theatre" i Wellington i april 2001, med undantag för de två sista spåren som spelades in i studio.

## Låtlista
1. "Petrov, Yelena and Me" (The Classic)
2. "K.I.S.S.I.N.G Part A" (The Classic)
3. "K.I.S.S.I.N.G Part B" (The Classic)
4. "Pencils in the Wind" (The Classic)
5. "Bus Driver's Song" (The Classic)
6. "Angels" (Bats Theatre)
7. "Bowie" (Bats Theatre)
8. "Albi" (The Classic)
9. "Mermaid Part A" (Bats Theatre)
10. "Mermaid Part B" (Bats Theatre)
11. "Nothin' Wrong" (The Classic)
12. "Something Special for the Ladies" (The Classic')
13. "Hotties" (Studio)
14. "Frodo (2000 L.O.T.R rejected demo version)" (Studio)